# Лён жилковатый
Лён жилковатый (лат. Linum nervosum) — вид травянистых растений рода Лён (Linum) семейства Льновые (Linaceae).

## Ботаническое описание
Многолетнее травянистое растение, 30—60 (70) см высотой. Корень деревянистый, стержневой, сильно ветвящийся (многоглавый). Стебли прямостоячие или при основании приподнимающиеся, цилиндрические, ребристые, ветвистыме (преимущественно в верхней части), густо облиственные в нижней части. Листья жёсткие, очерёдные, сидячие, ланцетные, 0,8—4 см длиной, 2—12 мм шириной, цельнокрайные, с 3—5 выдающимися жилками, острые (верхние листья на вершине с коротким шипиком).
Цветки пятичленные, гетеростильные, собраны в рыхлое, многоцветковое, ложнозонтичное цимозное соцветие, занимающее до трети стебля. Чашелистики шиловидно-заострённые, выше середины с железисто-реснитчатыми краями, вдвое короче лепестков, обычно 8—13 мм длиной. Лепестки голубые, не сросшиеся между собой, 15—25 мм длиной, с бледным или желтоватым ноготком. Плод — округлая коробочка, на вершине с коротким остроконечием, примерно вдвое короче чашелистиков, раскрывается 10 односемянными сегментами. Семена яйцевидные, уплощённые, бурые, блестящие, с изогнутым носиком, ослизняющиеся при увлажнении.
Цветение в июне—июле. Хромосомное число 2n = 18.

## Распространение
Европейско-югозападноазиатский лесостепной вид, распространённый на Кавказе, в Средней (Румыния) и Восточной Европе (южная половина европейской части России, Предкавказье и Крым), Средиземноморье (восток), Малой Азии (восток) и Иране.

## Охрана
Вид внесён в Красные книги субъектов России: Республика Башкортостан (охраняется в природном парке «Аслы-Куль» и памятнике природы «Урочище Мокрый овраг»), Курская (Центрально-Чернозёмный заповедник, памятник природы «Урочище „Петрова балка“»), Липецкая (заповедник «Галичья гора», памятник природы «Липовская гора») и Тамбовская (памятники природы «Осиновый Овраг», «Степь Лейхтенбергского») области.
В 2000—2012 годах был занесён в Красную книгу Пензенской области (как исчезнувший вид).

## Таксономия
Linum nervosum Waldst. & Kit., Descr. Icon. Pl. Hung. 2: 109, t. 105 (1803).

### Синонимы
- Adenolinum nervosum (Waldst. & Kit.) Rchb. (1837)
- Linum aucheri Planch. (1848)
- Linum narbonense Pall. ex M.Bieb. (1808)
- Linum nervosum subsp. glabratum (DC.) P.H.Davis (1967)
- Linum nervosum var. glabratum DC. (1824)

### Внутривидовые таксоны
- Linum nervosum subsp. jailicola (Juz.) T.V.Egorova (2000) [syn.  Linum jailicola Juz. (1949) — Лён яйлинский] — ксерофильный подвид из Крыма и Северного Кавказа (более компактное и малоцветковое соцветие, более короткие чашелистики, всегда опушённые стебли в нижней половине и листья снизу, более узкие и густо расположенные листья)[6].
- Linum nervosum var. bungei (Boiss.) Sharifnia (2001) [syn.  Linum bungei Boiss. (1867)] — разновидность из северного и центрального Ирана, отличается меньшими и одножилковыми листьями[7].